# Phönizianismus
Der Phönizianismus oder Phönizismus (französisch Phénicianisme) ist ein Begriff und ein Konzept, welches die eigenständige Identität der Libanesen und des Libanons betont und die Unabhängigkeit von Syrien und den Arabern unterstreicht.
Die Anhänger des Phönizianismus vertreten die Ansicht, dass die Libanesen keine Araber seien, da sie eine unterschiedliche Sprache und Kultur besäßen. Sie sehen die Libanesen als Nachkommen der ebenfalls semitischen Phönizier an und bezeichnen die dialektalen Varietäten des Libanesisch-Arabischen als libanesische Sprache.

## Geschichte des Begriffs
Der Begriff „Phönizianismus“ geht auf die Intellektuellen und Politiker Michel Chiha und Youssef Al Sauda zurück. Das Aufkommen des Begriffs muss im Kontext der libanesischen Staatsgründung und der Spaltung des französischen Protektoratsgebietes in einen Syrischen und einen Libanesischen Staat in den 1920er-Jahren betrachtet werden. Der Phönizianismus diente dazu, dem neuen Staat und seinen Bewohnern eine eigene Identität zu verschaffen. Das Gegenkonzept wird mit dem Begriff Großsyrien bezeichnet, unter dem syrisch-arabische Nationalisten die Herrschaft über die meisten Staaten der Levante beanspruchen. Dieser Begriff wurde von Henri Lammens Ende des 19. Jahrhunderts geschaffen und von Antun Saada in den 1930er-Jahren politisiert.

## Kritik am Phönizianismus
Kritiker des Phönizianismus verweisen auf ein vom kulturellen und linguistischen Standpunkt arabisches Erbe der Libanesen. Da die phönizische Sprache vor langer Zeit ausstarb (im östlichen Mittelmeerraum wohl schon im 1. Jahrhundert v. Chr.), ist ihre Auswirkung auf den modernen libanesischen Dialekt des Arabischen unwesentlich. Dagegen sind heute Einflüsse der aramäischen Sprache im libanesischen Dialekt sehr deutlich, so dass die Libanesen eher als Aramäer angesehen werden können. Genetische Untersuchungen anhand der DNA rund ums Mittelmeer haben ergeben, dass jeder 17. Anwohner direkt von den Phöniziern abstammt. Insgesamt 27 % der libanesischen Bevölkerung weist diese Genverwandtschaft vor.